# Oribotritia carolinae
Oribotritia carolinae är en kvalsterart som beskrevs av Arthur P. Jacot 1930. Oribotritia carolinae ingår i släktet Oribotritia och familjen Oribotritiidae. Inga underarter finns listade i Catalogue of Life.